# Mariazell
Mariazell este un oraș în districtul Bruck an der Mur, Stiria, Austria.

## Monumente
- Bazilica Mariazell